# Lluïsa de Saxònia-Gotha-Altenburg
Lluïsa de Saxònia-Gotha-Altenburg (en alemany Luise von Sachsen-Gotha-Altenburg), princesa alemanya de la Casa de Wettin, nascuda el 21 de desembre de 1800 i morta el 30 d'agost de 1831. duquessa consort de Saxònia-Coburg-Gotha entre 1825 i 1826, essent a partir del seu matrimoni duquessa de Saxònia-Coburg-Saalfeld.

## Vida
Nascuda a Gotha el 21 de desembre de 1800, filla dels ducs August de Saxònia-Gotha-Altenburg i Lluïsa Carlota de Mecklenburg-Schwerin. Va ser una de les princeses més ben considerades del seu temps, per la seva herència dels estats del Ducat de Saxònia-Gotha-Altenburg a la mort del seu oncle Frederic IV de Saxònia-Gotha-Altenburg.
Es va casar amb Ernest I de Saxònia-Coburg Gotha duc de Saxònia-Coburg-Saalfeld, amb qui va tenir dos fills. Amb tot, el 1824, el matrimoni es va desfer i la Duquessa s'instal·là a San Wendel, la capital del Principat de Lichtenberg, un dels estats que pertanyien al Ducat de Saxònia-Coburg-Saalfeld.
El febrer de 1825, va morir el Duc Frederic IV de Saxònia-Gotha-Altenburg i s'encetà un conflicte successori.
Altres branques de la Casa de Sàxònia es van negar a què el Duc Ernest rebés Gotha i Altenburg, donat que s'estava separant de la princesa Lluïsa. El 12 de desembre de 1826, s'acordà que Gotha s'uniría a Coburg a canvi de la cessió de Saalfeld, creant així el Ducat de Saxònia-Coburg Gotha.
El 31 de març de 1826, el Duc li va concedir el divorci i li va permetre establir la seva residència a qualsevol lloc exterior dels seus estats, a canvi de mantenir-se allunyada dels seus fills Albert de Saxònia-Coburg Gotha i Ernest II de Saxònia-Coburg Gotha. Va morir a París el 30 d'agost de 1831.

## Matrimoni i fills
El 3 de juliol de 1817, es va casar a Gotha amb el Duc Ernest I de Saxònia-Coburg Gotha, fill del Duc Francesc I de Saxònia-Coburg-Saalfeld, a qui ja havia succeït, i de la seva dona Augusta de Reuss-Ebersdorf. Bona part de l'actual reialesa europea deriva d'aquest matrimoni.
| Nom                                                            | Naixement          | Mort                   | Notes |
| -------------------------------------------------------------- | ------------------ | ---------------------- | --- |
| Ernest II de Saxònia-Coburg Gotha, Duc de Saxònia-Coburg Gotha | 21 de juny de 1818 | 22 d'agost de 1893     | Casat el 1842 amb la Princesa Alexandra de Baden, sense descendència.                                               |
| Albert de Saxònia-Coburg, Príncep consort del Regne Unit       | 26 d'agost de 1819 | 14 de desembre de 1861 | Casat el 1840 amb la seva cosina germana la reina Victòria del Regne Unit, amb qui va tenir una àmplia descendència |

Després del divorci el 1826, Lluïsa va contraure un matrimoni morganàtic que es va mantenir en secret, per tal de no perdre els honors i les preminències corresponents al títol que se li havia adjudicat, Princesa de Saxònia-Coburg-Gotha. El marit era Lluís Alexandre de Hanstein, Comte de Pölzig, amb qui va viure fins a la seva mort el 1831.